# Железопътна линия Самуил – Силистра
Железопътна линия 91 е неудвоена и неелектрифицирана железопътна линия от Националната железопътна мрежа, намираща се в Североизточна България с нормално междурелсие (1435 mm). Това е единственото отклонение от Девета главна железопътна линия.

## История
Свързването на Силистра с железопътната мрежа на страната е предвидено още със Закона за разширяване на мрежата на Българските държавни железници от 1897 г. При определянето на другата крайна точка на линията се предлагат няколко варианта. Единият е линията да бъде изцяло добруджанска и Силистра да се свърже с Добрич. Налага се обаче вариантът отклонението да се направи от линията Русе – Варна.
Първият участък от линията Самуил – Исперих (27,4 km) е открит за „временна“ експлоатация на 20 ноември 1948 г. Официалният влак се вози от локомотив 17.02 – тогава в парка на депо Русе. Обявяването на този участък за редовна експлоатация става през 1951 г. (Окръжни предписания на БДЖ – май 1951 г.).
От 16 август 1953 г. се пуска в редовна експлоатация и завършеният участък Исперих – Тодорово (12,8 km). Всички първоначално положени релси в двата открити участъка са втора употреба тип „СВП-41“ с дължина 15 m, на железни траверси.
През 1959 г. към вече изградената линия Самуил – Тодорово е добавен участъкът Тодорово – Руйно (12,9 km), без да бъде въведен официално в експлоатация. Това ще стане през следващата 1960 г., когато линията е завършена до Дулово. Тук са използвани релси тип „РПШ-31,2“ с дължини 9,55 и 12 m на струнобетонни траверси.
На 29 май 1960 г. е открит официално за редовна експлоатация целият участък Тодорово – Дулово (12,9 + 12,2 = 25,1 km). Тук първоначално освен релси „РПШ-31,2“ са използвани и релси тип „СО-35“ с дължина 11,55 m, на струнобетонни траверси.
На 6 ноември 1969 г. е завършен и открит новопостроеният предпоследен участък от линията Дулово – Алфатар (21,9 km), а на 9 септември 1974 г., след 26-годишно строителство е открита и последната част Алфатар – Силистра (26 km). И тук първоначално са използвани релси тип „РПШ-31,2“ и „СО-35“.
Общата експлоатационна дължина на линията Самуил – Силистра става 113,5 km. Максималният допустим наклон по цялата линия е 15 ‰, а минималният радиус на хоризонталните криви е 300 m. Максимално разрешената скорост за движение по отношение на железния път на цялата линия е 65 km/h.

## Технически съоръжения по железопътната линия

### Гари
| име на гарата | приемно-отправни коловози (ПОК) | приемно-отправни коловози (ПОК) | приемно-отправни коловози (ПОК) | осигурителна инсталация |
| име на гарата | брой ПОК                        | максимална полезна дължина      | минимална полезна дължина       | осигурителна инсталация |
| ------------- | ------------------------------- | ------------------------------- | ------------------------------- | ----------------------- |
| Самуил        | 4                               | 810                             | 670                             | РУКЗ                    |
| Исперих       | 2                               | 751                             | 638                             | РУКЗ                    |
| Дулово        | 2                               | 636                             | 636                             | РУКЗ                    |
| Силистра      | 4                               | 631                             | 412                             | РУКЗ                    |

### Мостове
| междугарие        | намира се на km | обща дължина, m | изграден от  | препятствие |
| ----------------- | --------------- | --------------- | ------------ | ----------- |
| Исперих – Дулово  | 28+844          | 12,00           | стоманобетон | асф. път    |
| Дулово – Силистра | 86+535          | 20,00           | стоманобетон | асф. път    |
| Дулово – Силистра | 104+254         | 10,00           | стоманобетон | асф. път    |
| Дулово – Силистра | 106+665         | 8,00            | стоманобетон | път         |
| Плиска – Каспичан | 135+166         | 61,30           | стоманобетон | река        |

### Максимално допустими скорости (към 29.05.2022 г.)
| от гара | до гара  | скорост |
| ------- | -------- | ------- |
| Самуил  | Исперих  | 70      |
| Исперих | Дулово   | 65      |
| Дулово  | Силистра | 40      |